# Juan del Águila (futbolista)
Juan Miguel del Águila Salazar (Iquitos, Perú, 5 de noviembre de 1952) es un exfutbolista peruano. Es una de las figuras más queridas del fútbol loretano de todos los tiempos.

## Trayectoria
Juan del Águila se inició en las divisiones inferiores de Deportivo Municipal, donde debutó en primera división en 1970, pero antes fue jugador de la selección escolar de la Gran Unidad Mariano Melgar de Lima al lado de Augusto Palacios, su mejor amigo de la época. Estando allí accede a la selección nacional juvenil en el año 1971 donde es dirigido por Alejandro Heredia. Su paso fue realmente exitoso en el club edil. A pesar de ser variante, anotaba y asimismo contribuía junto a Hugo Sotil para que Manuel Mellán se transforme en goleador nacional
Luego pasa a Universitario donde logra anotar 7 goles en el Campeonato Descentralizado 1976, al año siguiente regresa al club de sus amores, CNI de Iquitos, con el club loretano, se volvió en un referente, convirtiéndose en su máximo goleador histórico.
Fueron años inolvidables donde jugar sobre un gramado raleado de césped con tierra y barro, al mediodía o cualquier hora, los hacía imbatibles, declara el jugador.
Se retiró a los 29 años de edad, en un buen momento de su carrera, según el biografiado. Alejado de la práctica del fútbol, dedicado a sus labores en Petroperú y entregado plenamente al seguimiento de los acontecimientos del deporte más popular.

## Clubes

### Como jugador
| Club                | País | Año       |
| ------------------- | ---- | --------- |
| Deportivo Municipal | Perú | 1969-1972 |
| C.N.I               | Perú | 1973-1975 |
| Universitario       | Perú | 1976      |
| C.N.I               | Perú | 1977-1982 |